# Eupatorium resinosum
Eupatorium resinosum е вид растение от семейство Сложноцветни (Asteraceae). Видът е световно застрашен, със статут Уязвим.

## Разпространение
Видът е разпространен в източните крайбрежни части на Съединените щати (Каролина и Ню Джърси). Преди време се е срещал в Ню Йорк и Делауеър, но сега вече там се счита за изчезнал.